# سیمباخ
سیمباخ (به آلمانی: Simbach, Dingolfing-Landau) یک شهر در آلمان است که در دینگولفینگ-لینداو واقع شده‌است.

## خصوصیات
سیمباخ ۵۱٫۲۳ کیلومترمربع مساحت دارد ۴۴۰ متر بالاتر از سطح دریا واقع شده‌است.